# Asa Enami
Enami Asa (hangul 아사; japonês: 榎並 杏紗; nascida em Tóquio, em 17 de abril de 2006) é uma cantora, rapper, dançarina e compositora japonesa radicada na Coreia do Sul. Ela estreou em 2024 como membro do grupo feminino de K‑pop BABYMONSTER, sob o selo da YG Entertainment, atuando como rapper principal, vocalista e dançarina principal.

## Biografia
Asa nasceu em Tóquio e é a caçula de três irmãs — Lisa (2000) e Chisa (2003). Desde os sete anos frequentava uma escola de dança, fazendo sua primeira apresentação pública ao som de “Very Good”, do grupo Block B. Em 2017, ela participou do musical infantil Ladybird Green Musical, e no ano seguinte, com apenas 12 anos, foi selecionada em uma audição da YG Entertainment realizada no Japão, depois de performar “Weekend Warrior” do 80kidz.
Durante o período como trainee, Asa se destacou por aprender coreografias rapidamente, chegando a receber elogios da coreógrafa Lee Jung. Ela também foi elogiada por sua técnica de rap e, em algumas de suas avaliações, interpretou trechos de “Godzilla”, do Eminem.

## Carreira com o BABYMONSTER
Em 26 de janeiro de 2023, Asa foi anunciada como a quarta integrante oficial do projeto BABYMONSTER. Embora tenha ficado em 7.º lugar na fase final, foi incluída no lineup definitivo após grande apoio dos fãs.
O grupo lançou seu single digital “Batter Up” em 27 de novembro de 2023, no qual Asa é creditada como compositora e letrista. Em 1.º de abril de 2024, estreou oficialmente com o grupo completo com o EP BABYMONS7ER. O primeiro álbum completo do BabyMonster, Drip, foi lançado em 1.º de novembro de 2024, e incluiu a participação de G-Dragon no single‑título. Em entrevistas, Asa revelou que seu rap foi adicionado por inspiração de um demo enviado por G‑Dragon, para reforçar o estilo “swag” da faixa.
O BABYMONSTER foi reconhecido como “monster rookie” por sua performance e técnica, com destaque para apresentações ao vivo como a execução de “SHEESH” acompanhada por banda no programa Inkigayo.

## Estilo musical, imagem e reconhecimento
Asa é apreciada por seu rap fluido e enérgico, em japonês, coreano e inglês. Seus versos rápidos e controle vocal demonstram precisão e poder, consolidando seu papel de rapper principal do grupo. Ela também contribui nas composições, especialmente em “Batter Up” e faixas do álbum Drip. Visualmente, projeta uma imagem contrastante entre a aparência “fofa” e o desempenho intenso no palco.
Em entrevista à Teen Vogue, o BABYMONSTER comentou sobre desafios linguísticos, influências (como BLACKPINK) e aspirações de crescer como grupo. Em conversa com o Los Angeles Times, Asa revelou seu desejo de demonstrar identidade própria por meio de sua arte. Como uma pioneira japonesa na YG Entertainment, Asa simboliza uma conexão cultural entre Japão e Coreia. Sua trajetória inicial como rapper, compositora e artista multifacetada reflete a nova geração de idols globais e aponta para uma carreira promissora no cenário do K‑pop.

## Vida pessoal
Fora dos palcos, Asa conta que gosta de pular corda, cozinhar e assistir animes como Kimi ni Todoke. É fluente em japonês e coreano, com nível intermediário de inglês. Seu perfil indica tipos de personalidade MBTI entre INTP e ENTP; devido à sua data de nascimento, Asa é do signo de Áries. Ela gosta de flores de lavanda, cores rosa e preto, além de feições expressivas e sorriso marcante.

## Apresentações ao vivo
Participou da turnê mundial Hello Monsters, iniciada em janeiro de 2025 no KSPO Dome em Seul, seguida por shows na América do Norte e no Japão, com ingressos esgotados rapidamente. Suas performances técnicas e carismáticas nesta turnê ajudaram a solidificar a reputação do BABYMONSTER.

## Composições
| Ano  | Faixa                         | Álbum                | Papel                    | Notas                             |
| ---- | ----------------------------- | -------------------- | ------------------------ | --------------------------------- |
| 2023 | "Batter Up"                   | *Batter Up* (single) | Co‑letrista, compositora | Credenciada no single de estreia  |
| 2024 | "Love In My Heart"            | *Drip*               | Letrista                 | Parte do álbum, contribuição solo |
| 2024 | "Woke Up In Tokyo" (com Ruka) | *Drip*               | Letrista                 | Dueto                             |

## Filmografia
| Ano  | Título          | Tipo         | Participação | Notas                                      |
| ---- | --------------- | ------------ | ------------ | ------------------------------------------ |
| 2023 | Last Evaluation | Reality show | Participante | Show de seleção pré-debut do BABYMONSTER   |
| 2024 | Baemon TV       | Web‑show     | Participante | Série oficial no canal do Youtube do grupo |